# Mervyn King (économiste)
Mervyn Allister King (né le 30 mars 1948) à Chesham Bois, fut gouverneur de la Banque d'Angleterre du 1er juillet 2003 au 1er juillet 2013.

## Biographie
Mervyn King succède à Sir Edward George le 30 juin 2003 au poste de gouverneur de la Banque d'Angleterre. Un article du Financial Times annonce que les députés ont préparé une loi pour limiter les pouvoirs de son successeur à un mandat de huit ans.
Dans un discours à New York en octobre 2010, il affirme « de toutes les manières d’organiser l’activité bancaire, la pire est celle que nous avons aujourd’hui ».
En 2016, il publie le livre The End of Alchemy:Money, Banking and the Future of the Global Economy sur les causes et les conséquences de la crise financière. Il insiste sur le fait que « rien n'a vraiment changé en termes de structure fondamentale » de l'industrie financière occidentale et que « sans réforme du système financier, une autre crise est certaine [...] Ce sont les jeunes d’aujourd’hui qui souffriront de la prochaine crise - et sans réforme, le coût humain et économique de cette crise sera plus important que la fois précédente ». Il critique la monnaie unique comme étant « le développement le plus diviseur dans l'Europe d'après guerre... imposant des couts énormes aux citoyens » sous la forme de stagnation et de chômage. Il prédit que « la crise de l'euro continuera. Elle ne pourra être résolue sans confronter les ambitions supranationales de l'Union européenne et la nature démocratique des gouvernements nationaux souverains. ».
Il se prononce en mars 2019 pour un Brexit sans accord avec l’Union européenne (« hard Brexit »), estimant que les conséquences négatives d'un tel scénario sont exagérées.

## Distinctions
- 11 juin 2011 : Chevalier grand-croix de l'Ordre de l'Empire britannique (GBE) à l'occasion de la Queen's Birthday honours list[4]
- 2014 : Chevalier de l'ordre de la Jarretière (KG)

## Publications
- The End of Alchemy : Money, Banking and the Future of the Global Economy, Little, Brown, 2016, 448 p. (ISBN 978-1408706107)